# Musée Alexandre Souvorov
Le  musée Souvorov  est une institution située à Tymanivka, raïon de Toultchyn en Ukraine.

## Historique
Dans cette maison, Souvorov vivait alors que son quartier général se trouvait à Toultchyn. Le musée fut ouvert en 1947 par le travail de Pilip Oleksiovych Gelyuk.

## Le bâtiment
Il se trouve dans la maison où vécut le maréchal entre 1796 et 1797, disgracié et exilé dans ses terres, il profite de sa retraite pour publier un livre, L' art de la victoire.

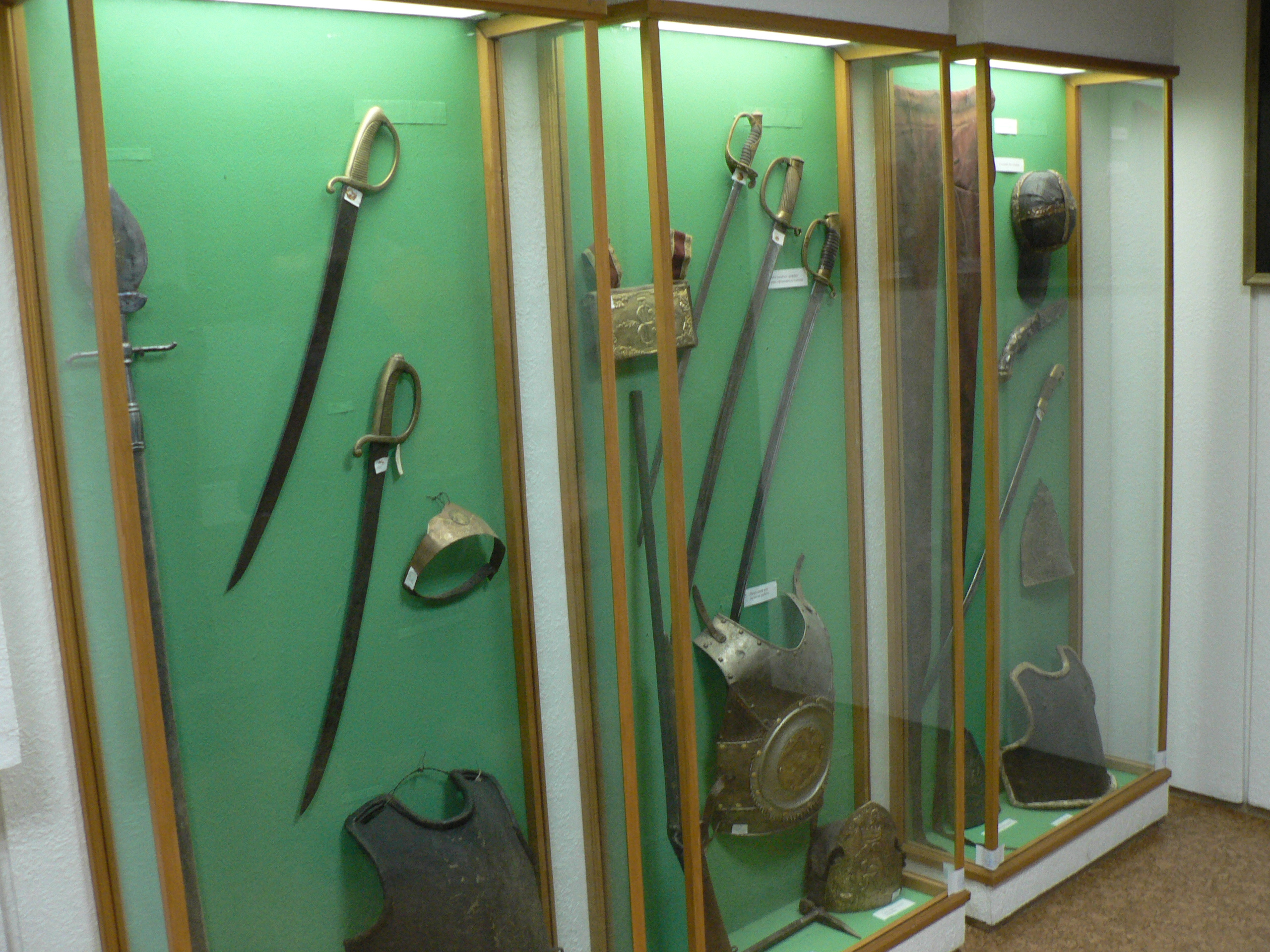
Une salle
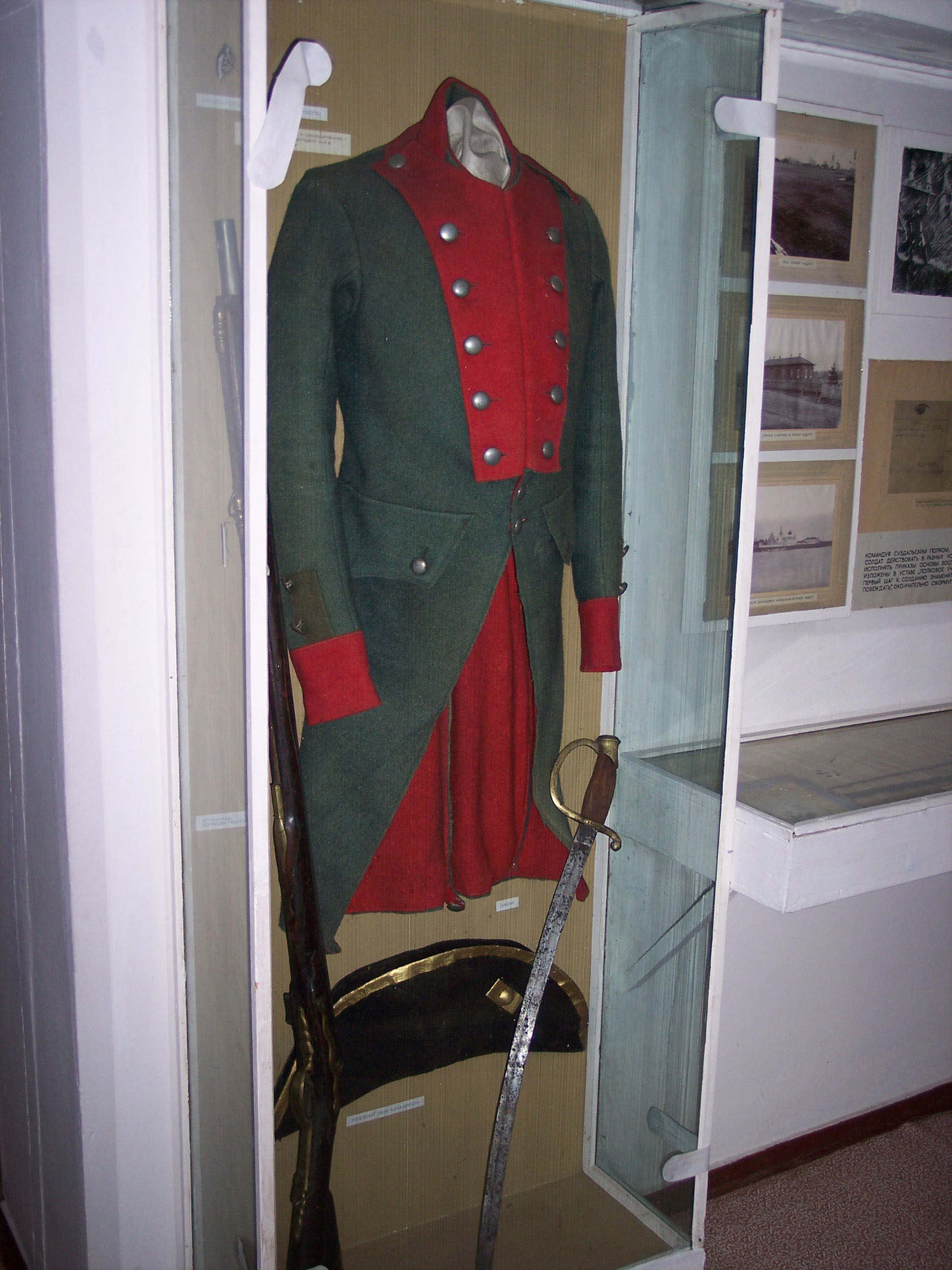
un uniforme,
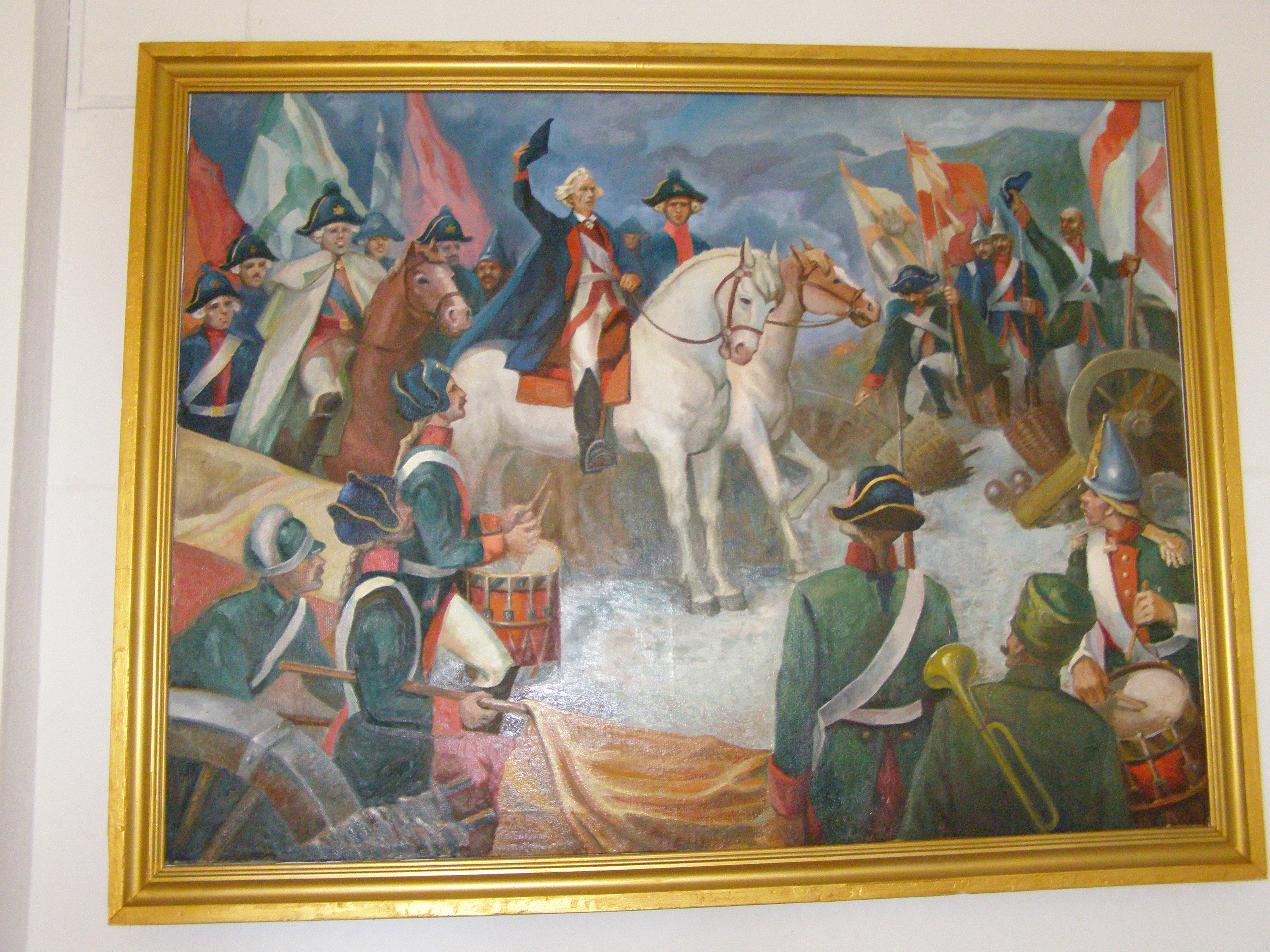
représentation d'Alexandre Souvorov.